# Mitten Island
Mitten Island (von englisch mitten ‚Fausthandschuh‘) ist eine Insel in der Prydz Bay an der Ingrid-Christensen-Küste des ostantarktischen Prinzessin-Elisabeth-Lands. Sie liegt etwa 2,8 km östlich von Harbour Island in der Gruppe der Bol’shie Skalistye Islands.
Das Antarctic Names Committee of Australia benannte sie 2021 deskriptiv nach ihrer Form, die an einen Fausthandschuh erinnert.